# Raja Inal Siregar
Raja Inal Siregar, född 5 mars 1938 Medan, död 5 september 2005 i den svåra flygolyckan utanför den Indonesiska staden Medan, som krävde minst 131 passagerares liv, däribland även hans efterträdare Rizal Nurdin. Han var guvernör över Sumatera Utara 1988-1998.